# Bleekeria
Bleekeria is een geslacht van straalvinnige vissen uit de familie van zandspieringen (Ammodytidae).

## Soorten
- Bleekeria kallolepis Günther, 1862
- Bleekeria mitsukurii Jordan & Evermann, 1902
- Bleekeria viridianguilla (Fowler, 1931)